# Johannes Möller

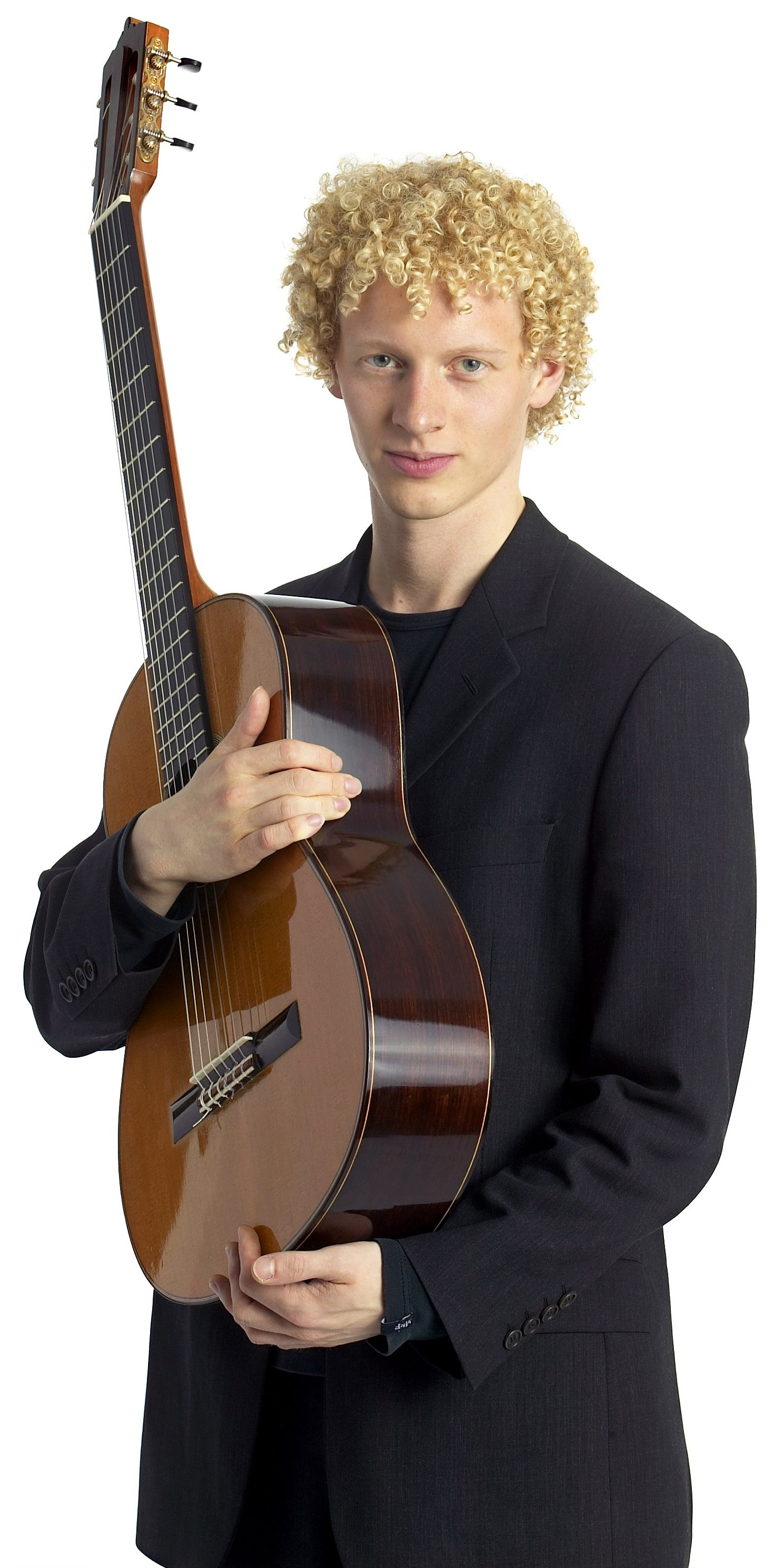
Johannes Möller

Johannes Möller, född 1981, är en svensk gitarrist och tonsättare. 
Han började sin utbildning i Gnesta musikskola vid 10 års ålder. Efter studier för Bo Hansson vid Södra Latins gymnasium fick han 2001 ett heltidsstipendium vid Royal College of Music i London, där han studerade för Gary Ryan och avlade kandidatexamen (BSc, Hons). Han har även tagit konsertdiplom vid Kungliga Musikhögskolan i Haag i Nederländerna. 
Tillsammans med sin far flöjtisten Mats Möller bildade han DUO 2xM (tidigare 2xMöller).

## Diskografi
- Guitar recital (2011)
- When the winds dissolve (2010)
- Johannes Möller plays Spanish music (2005)
- Schubert & Giuliani (DUO 2xM) (2003)
- DUO 2xM (2003)

## Utmärkelser
- The Bromsgrove Festival International Young Musicians Platform (England 2005)
- Svenska gitarr- och lutasällskapets Jörgen Rörby-stipendium (2006)
- Ljunggrenska tävlingen för unga musiker (2007)
- Vriendenkrans-priset (Nederländerna 2008)
- Guitar Foundation of Amerika - GFA (USA 2010)